# Природно-заповідний фонд Бережанського району
Станом на 1 січня 2017 року на території Бережанського району є 41 територія та об'єкт природно-заповідного фонду загальною площею 3675,36 га:
- 2 заказника загальнодержавного значення площею 102,0 га,
- 1 пам'ятка природи загальнодержавного значення площею 0,20 га,
- 13 заказників місцевого значення загальною площею 3469,2 га, в тому числі:
  - 3 загальнозоологічних заказника загальною площею 3304,0 га,
  - 10 ботанічних заказників загальною площею 165,2 га, в тому чсилі:
    - 5 заказників ботанічного профілю загальною площею 49,0 га,
    - 5 заказників ботаніко-ентомологічного профілю загальною площею 116,2 га,
- 27 пам'яток природи місцевого значення загальною площею 157,06 га,
  - 2 геологічні пам'ятки природи загальною площею 0,70 га,
  - 10 гідрологічних пам'яток природи загальною площею 15,9 га,
  - 14 ботанічних пам'ятки природи загальною площею 87,36 га,
    - 6 лісових генетичних резерватів загальною площею 53,1 га,
    - 3 плюсові дерева загальною площею 0,03 га,
    - 1 вікове дерево загальною площею 0,03 га,
    - 2 резервати лісової трав'янистої флори площею 2,7 га,
    - 4 резервати лучної та степової рослинності загальною площею 31,5 га.

3 об'єкти ПЗФ загальною площею 56,91 га входять до складу територій ПЗФ інших категорій:
- ботанічні заказники місцевого значення «Шибалинський» та «Комарівський» входять до складу заказника «Звіринець»;
- пам'ятка природи місцевого значення «Бук лісовий (1 дерево)» входять до складу «Нараївської бучини».

Фактично в Бережанському районі 42 території та об'єкти природно-заповідного фонду загальною площею 3618,45 га, що становить 5,82 % території району.

## Заказники
| №                                               | Назва території або об'єкта | Площа, га | Рішення про створення (зміну)                         | Розташування | Керуюча організація                                                                                        | Світлина, альбом |
| ----------------------------------------------- | --------------------------- | --------- | ----------------------------------------------------- | --- | --- | ---------------- |
| Ботанічні заказники загальнодержавного значення |                             |           |                                                       | | |                  |
| 1.                                              | Голицький                   | 60,0      | Постанова Ради Міністрів УРСР від 16.12.1982 р. № 617 | с. Гутисько, гора «Голиця», схил західної і північно-західної експозиції | Підвисоцька сільська рада, раніше — відокремлений підрозділ НУБПУ «Бережанський агротехнічний інститут»    |                  |
| 2.                                              | Волощина                    | 42,0      | Указ Президента України від 17.08.2015 р. № 477/2015  | кв. 29 вид. 8,1, кв. 32 вид. 1, 17, 19, 2,1, 18 Підгаєцького лісництва ДП «Бережанське лісомисливське господарство» та кв. 52 вид. 1, 2 Бережанського районного державного агропромислового підприємства «Бережанирайагроліс» | ДП «Бережанське лісомисливське господарство», Державне агролісогосподарське підприємство «Бережаниагроліс» |                  |

## Пам'ятки природи
| №                                                | Назва території або об'єкта | Площа, га | Рішення про створення (зміну) | Розташування | Керуюча організація | Світлина, альбом |
| ------------------------------------------------ | --------------------------- | --------- | ----------------------------- | ------------ | ------------------- | ---------------- |
| Геологічні пам'ятки природи місцевого значення   |                             |           |                               |              |                     |                  |
| 1.                                               |                             |           |                               |              |                     |                  |
| Гідрологічні пам'ятки природи місцевого значення |                             |           |                               |              |                     |                  |
| 1.                                               |                             |           |                               |              |                     |                  |
| Ботанічні пам'ятки природи місцевого значення    |                             |           |                               |              |                     |                  |
| 1.                                               |                             |           |                               |              |                     |                  |

## Парки-пам'ятки садово-паркового мистецтва
| №  | Назва території або об'єкта | Площа, га | Рішення про створення (зміну) | Розташування | Керуюча організація | Світлина, альбом |
| -- | --------------------------- | --------- | ----------------------------- | ------------ | ------------------- | ---------------- |
| 1. |                             |           |                               |              |                     |                  |

| №   | Назва території або об'єкта                                           | Площа, га | Рішення про створення (зміну) | Розташування                                                                                    | Керуюча організація                                                                           | Світлина, альбом |
| --- | --------------------------------------------------------------------- | --------- | --- | ----------------------------------------------------------------------------------------------- | --------------------------------------------------------------------------------------------- | ---------------- |
| 1   | Кизиловий гай                                                         | 9.6       | Бережанський район, с. Божиків, х. Лози, схил північної експозиції гори Вітрова                                                                          | Божиківська сільська рада                                                                       | Рішення ВК ТОР від 30.08.1990 р. № 189                                                        |                  |
| 2   | Гутянський                                                            | 4.6       | Бережанський район, с. Нараїв, кв. 33, вид. 2,4 Нараївське лісництво, глибока балка на захід від садиби лісництва в межах лісового урочища «Дача Нараїв» | ДП «Бережанське лісомисливське господарство»                                                    | Рішення ТОР від 23.12.2005 р. № 519                                                           |                  |
| 21  | Тростянецький ботанічний заказник № 1                                 | 6.0       | Бережанський район, с. Діброва, Литвинівське лісництво, кв. 27 вид. 8, 9, лісове урочище «Тростянецька дача», схил північної експозиції                  | ДП «Бережанське лісомисливське господарство»                                                    | Рішення ВК ТОР від 30.08.1990 р. № 189                                                        |                  |
| 22  | Тростянецький ботанічний заказник № 2                                 | 9.6       | Бережанський район, с. Діброва, Литвинівське лісництво, кв. 31 вид. 1, лісове урочище «Тростянецька дача»                                                | ДП «Бережанське лісомисливське господарство»                                                    | Рішення ВК ТОР від 30.08.1990 р. № 189                                                        |                  |
| 23  | Малоурманський                                                        | 19.2      | Бережанський район, с. Урмань, Урманське лісництво, кв. 55 вид. 2, 5, 6, лісове урочище «Мала Урмань»                                                    | ДП «Бережанське лісомисливське господарство»                                                    | Рішення ВК ТОР від 30.08.1990 р. № 189                                                        |                  |
| 35  | Могила                                                                | 3.2       | Бережанський район, с. Гутисько, піднесення серед полів поряд із горою «Голиця»                                                                          | Підвисоцька сільська рада                                                                       | Рішення ВК ТОР від 30.08.1990 р. № 189                                                        |                  |
| 36  | Шибалинський                                                          | 10.0      | Бережанський район, с. Шибалин, схил північної експозиції                                                                                                | Шибалинська сільська рада                                                                       | Рішення ВК ТОР від 22.07.1977 р. № 360                                                        |                  |
| 37  | Гора «Лисоня»                                                         | 3.0       | Бережанський район, с. Потутори, околиця села | Шибалинська сільська рада                                                                       | Рішення ВК ТОР від 30.08.1990 р. № 189                                                        |                  |
| 39  | Комарівський                                                          | 46.9      | Бережанський район, с. Комарівка, околиця | Шибалинська сільська рада                                                                       | Рішення ТОР від 18.03.1994 р., зі змінами, затвердженими рішенням ТОР від 27.04.2001 р. № 238 |                  |
| 1   | Звіринець                                                             | 2302.0    | Бережанський район, с. Шибалин, Козівське лісництво, кв. 48-55, лісове урочище «Звіринець», прилеглі до лісового урочища угіддя                          | Бережанська районна організація УТМР                                                            | Рішення ВК ТОР від 30.06.1986 р. № 198                                                        |                  |
| 2   | Поточани                                                              | 722.0     | Бережанський район, с. Поточани, Урманське лісництво, кв. 2-15, лісове урочище «Поточани»                                                                | ДП «Бережанське лісомисливське господарство»                                                    | Рішення ВК ТОР від 30.06.1986 р. № 198                                                        |                  |
| 3   | Залісся                                                               | 400.0     | Бережанський район, с. Урмань, Зборівський район, с. Розгадів, угіддя в межах земель сільських рад, кв. 29 в.28,29 РКАЛГП «Зборіврайагроліс»             | Бережанська районна організація УТМР — 280,0 га, Зборівська районна організація УТМР — 120,0 га | Рішення ВК ТОР від 30.06.1986 р. № 198                                                        |                  |
| 73  | Курянівські феномени                                                  | 0.5       | Бережанський район, с. Куряни, Бережанське лісництво, кв. 68 вид. 16, лісове урочище «Долина»                                                            | ДП «Бережанське лісомисливське господарство»                                                    | Рішення ВК ТОР від 26.12.1983 р. № 496                                                        |                  |
| 8   | Витік річки Нараївка                                                  | 0.2       | Бережанський район, с. Нараїв, х. Чверті | Нараївська сільська рада                                                                        | Рішення ТОР від 18.03.1994 р.                                                                 |                  |
| 10  | Панські джерела                                                       | 1.0       | Бережанський район, с. Вільхівець, Бережанське лісництво, кв. 42 вид. 14, лісове урочище «Посухів»                                                       | ДП «Бережанське лісомисливське господарство»                                                    | Рішення ВК ТОР від 30.08.1990 р. № 189                                                        |                  |
| 12  | Заліські джерела                                                      | 0.5       | Бережанський район, х. Колонія Лапшинської сільської ради                                                                                                | Лапшинська сільської ради                                                                       | Рішення ТОР від 18.03.1994 р.                                                                 |                  |
| 13  | Джерело «Зелена криниця»                                              | 0.2       | Бережанський район, х. Колонія Лапшинської сільської ради, з правої сторони від автошляху «Бережани- Львів»                                              | Лапшинська сільської ради                                                                       | Рішення ТОР від 18.03.1994 р.                                                                 |                  |
| 14  | Куропатницьке джерело                                                 | 0.5       | Бережанський район, с. Куропатники, Конюхівське лісництво, кв. 47 вид. 6, лісове урочище «Куропатники»                                                   | ДП «Бережанське лісомисливське господарство»                                                    | Рішення ТОР від 18.03.1994 р.                                                                 |                  |
| 15  | Тростянецькі джерела                                                  | 3.0       | Бережанський район, с. Тростянець | Тростянецька сільська рада                                                                      | Рішення ТОР від 18.03.1994 р.                                                                 |                  |
| 16  | Джерела в Лозах                                                       | 1.5       | Бережанський район, х. Лози, в межах урочища «Бунчуків Кут» на лівому опуклому схилі широкої балки, на висоті 20-25 м від днища балки.                   | Божиківська сільська рада                                                                       | Рішення ТОР від 18.03.1994 р.                                                                 |                  |
| 17  | Джерела в урочищі «Кривуля»                                           | 6.0       | Бережанський район, с. Литятин, Козівське лісництво, кв. 25 вид. 1, 3,5,6 лісове урочище «Кривуля»                                                       | ДП «Бережанське лісомисливське господарство»                                                    | Рішення ТОР від 18.03.1994 р.                                                                 |                  |
| 18  | Гутянські джерела                                                     | 2.0       | Бережанський район, х. Гута, Нараївське лісництво, кв. 29 вид. 8, 10, лісове урочище «Нараївська дача»                                                   | ДП «Бережанське лісомисливське господарство»                                                    | Рішення ТОР від 18.03.1994 р.                                                                 |                  |
| 19  | Каскад Сокілецьких джерел                                             | 1.0       | Бережанський район, х. Соколиця Саранчуківської сільської ради                                                                                           | Саранчуківська сільська рада                                                                    | Рішення ТОР від 18.03.1994 р.                                                                 |                  |
| 19  | Бережанська бучина                                                    | 21.0      | Бережанський район, с. Кур'яни, Бережанське лісництво, кв. 60, вид. 9, лісове урочище «Кур'яни»                                                          | ДП «Бережанське лісомисливське господарство»                                                    | Рішення ВК ТОР від 26.12.1983 р. № 496                                                        |                  |
| 20  | Курянівська бучина                                                    | 2.0       | Бережанський район, с. Куряни, Бережанське лісництво, кв. 68 вид. 15, лісове урочище «Кур'яни»                                                           | ДП «Бережанське лісомисливське господарство»                                                    | Рішення ТОР від 18.03.1994 р.                                                                 |                  |
| 21  | Нараївська бучина                                                     | 5.0       | Бережанський район, с. Рогачин Нараївське лісництво, кв. 33 вид. 12, лісове урочище «Нараївська дача»                                                    | ДП «Бережанське лісомисливське господарство»                                                    | Рішення ВК ТОР від 15.06.1964 р. № 449                                                        |                  |
| 22  | Урманська бучина                                                      | 14.8      | Бережанський район, с. Краснопуща, Урманське лісництво, кв. 19 вид. 1,3, лісове урочище «Урмань»                                                         | ДП «Бережанське лісомисливське господарство»                                                    | Рішення ТОР від 25.04.1996 р. № 90                                                            |                  |
| 46  | Курянівський модринник                                                | 10.3      | Бережанський район, с. Волиця, Нараївське-во, кв 57 вид. 8, 11, лісове урочище «Нараївська дача»                                                         | ДП «Бережанське лісомисливське господарство»                                                    | Рішення ТОР від 21.08.2000 р. № 187                                                           |                  |
| 68  | Дуб звичайний (1 дерево)                                              | 0.01      | Бережанський район, с. Урмань, Урманське лісництво, кв. 25 вид. 3, лісове урочище «Урмань»                                                               | ДП «Бережанське лісомисливське господарство»                                                    | Рішення ВК ТОР від 28.12.1970 р. № 828                                                        |                  |
| 87  | Бук лісовий (1 дерево) № 2                                            | 0.01      | Бережанський район, с. Рогачин, Нараївське лісництво, кв. 33 вид. 12, лісове урочище «Нараївська дача»                                                   | ДП «Бережанське лісомисливське господарство»                                                    | Рішення ТОР від 18.03.1994 р.                                                                 |                  |
| 88  | Бук лісовий (1 дерево) № 3                                            | 0.01      | Бережанський район, с. Пліхів, Урманське лісництво, кв. 25 вид. 3, лісове урочище «Урмань»                                                               | ДП «Бережанське лісомисливське господарство»                                                    | Рішення ТОР від 18.03.1994 р.                                                                 |                  |
| 157 | Курянівська липа                                                      | 0.03      | Бережанський район, с. Куряни, рештки старого парку, неподалік будівель ферми та кузні                                                                   | Курянівська сільська рада                                                                       | Рішення ВК ТОР від 19.11.1984 р. № 320                                                        |                  |
| 217 | Малоурманські черевички                                               | 2.7       | Бережанський район, с. Урмань, Урманське лісництво кв. 55 вид.2,3, лісове урочище «Сала Урмань»                                                          | ДП «Бережанське лісомисливське господарство»                                                    | Рішення ТОР від 23.12.2005 р. № 519                                                           |                  |
| 231 | Урочище «Лисиця»                                                      | 3.0       | Бережанський район, с. Рогачин, лівий схил західної експозиції долини р. Нараївки                                                                        | Рогачинська сільська рада                                                                       | Рішення ТОР від 18.03.1994 р.                                                                 |                  |
| 232 | Урочище «Ступник»                                                     | 0.5       | Бережанський район, с. Нараїв, заплава р. Нараївки | Нараївська сільська рада                                                                        | Рішення ТОР від 18.03.1994 р.                                                                 |                  |
| 233 | Ділянка цілини в у р. «Гутисько»                                      | 18.0      | Бережанський район, с. Гутисько, південна околиця, схил північної експозиції                                                                             | Підвисоцька сільська рада                                                                       | Рішення ТОР від 26.02.1999 р. № 50                                                            |                  |
| 234 | Хвалкова дача                                                         | 10.0      | Бережанський район, х. Базниківна Саранчуківської сільської ради, південно-східна околиця                                                                | Саранчуківська сільська рада                                                                    | Рішення ТОР від 26.02.1999 р. № 50                                                            |                  |
| 77  | Дислокації гірських порід на околиці с. Надрічне Бережанського району | 0.2       | |                                                                                                 | Рішення ТОР від 12.11.2013 р. № 1523                                                          |                  |